# فلیندرسیا
فلیندرسیا (نام علمی: Flindersia) نام یک سرده از تیره سدابیان است.